# Cos (Ariège)
Cos é uma comuna francesa na região administrativa de Occitânia, no departamento de Ariège.